# Claas

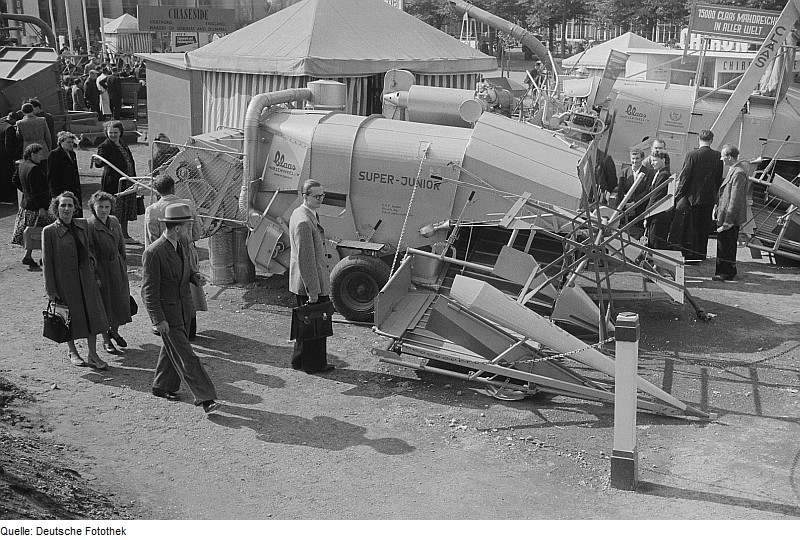
Claas Super-Junior in Leipzig 1954

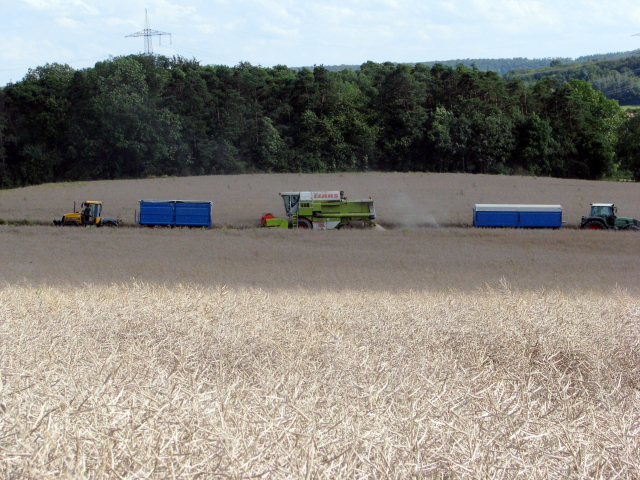
Claas Dominator 108SL bij koolzaad oogst

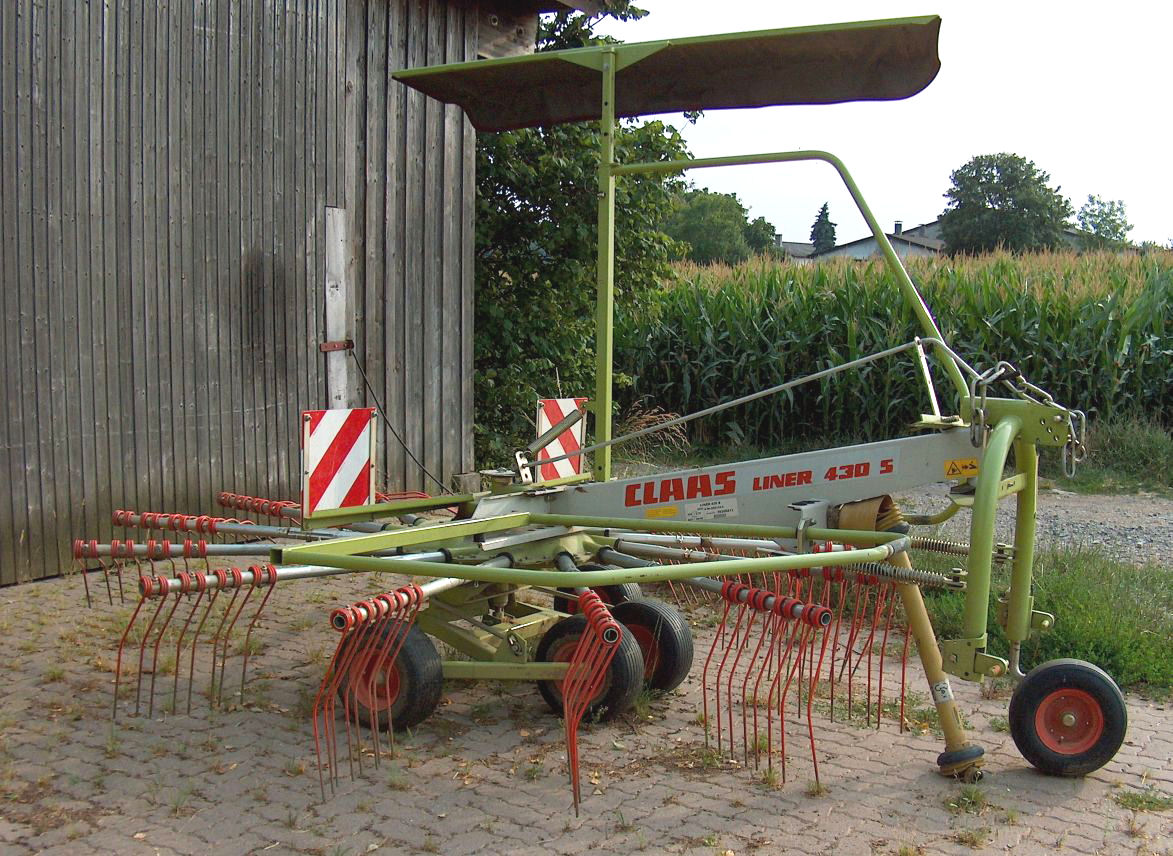
Claas hark

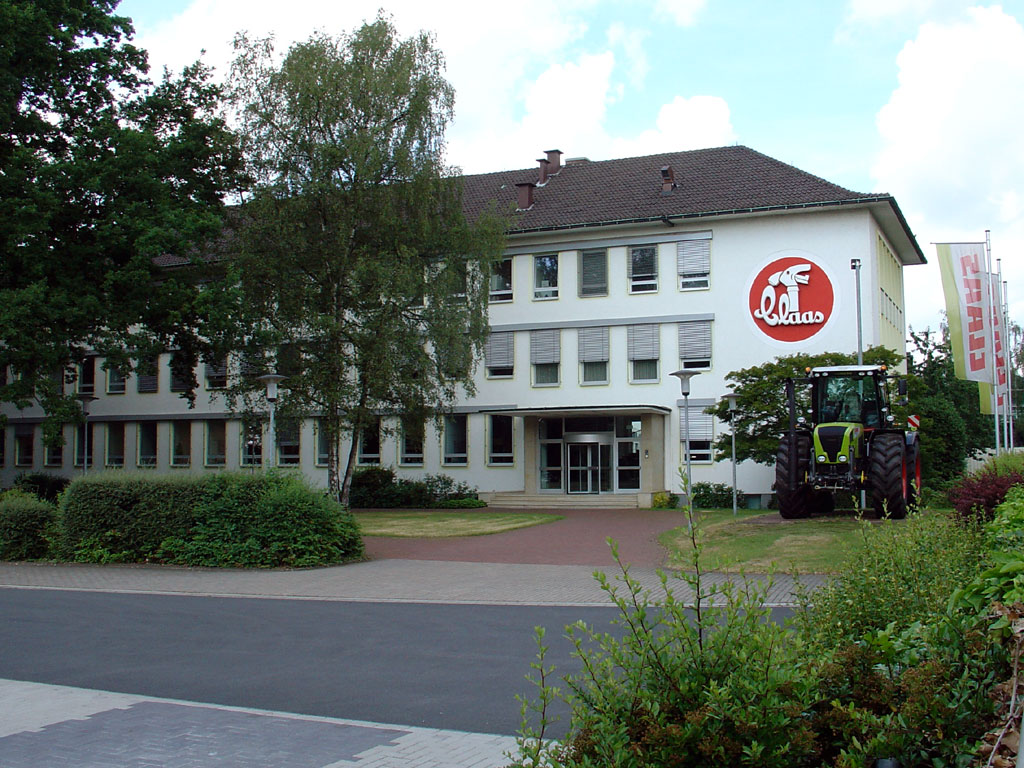
Hoofdingang Claas Harsewinkel

Claas is een Duits bedrijf dat landbouwmachines bouwt.
Claas begon in 1913 in Westfalen in Duitsland. August Claas werkte met zijn broers Franz en Theo samen. Ze constateerden dat er behoefte bestond aan een mechanische schovenbinder. In 1934 produceerde Claas de eerste opraapmachine voor hooi.
In 1936 namen ze de eerste Europese getrokken maaidorser in productie. Dankzij deze machine wist Claas een grote markt te bereiken. De eerste zelfrijdende maaidorser kwam er in 1953 en in 1973 kwam de eerste zelfrijdende hakselaar op de markt. Claas is de grootste fabrikant van hakselaars, het bedrijf produceert per jaar meer van deze machines dan alle andere merken bij elkaar. Het is daardoor Europees- en wereldmarktleider.
Na de inlijving van Renault Agriculture in 2003 heeft Claas zich sterk uitgebreid. Het bedrijf telt nu ongeveer 6050 werknemers. Claas produceert nu ook tractoren. In de beginperiode waren dat vooral de modellen van Renault die lichtgroen waren gespoten. Sinds 2006 verkoopt Claas ook zelf ontwikkelde tractormodellen.
Dochteronderneming Agrocom levert GPS-systemen die de mogelijkheid bieden om  machines te volgen en de oogstkwaliteit te bekijken via internet.
De hoofdlocatie van Claas is gevestigd te Harsewinkel.
Onlangs verkozen tot Brand of the Year 2019.